# Trebinje

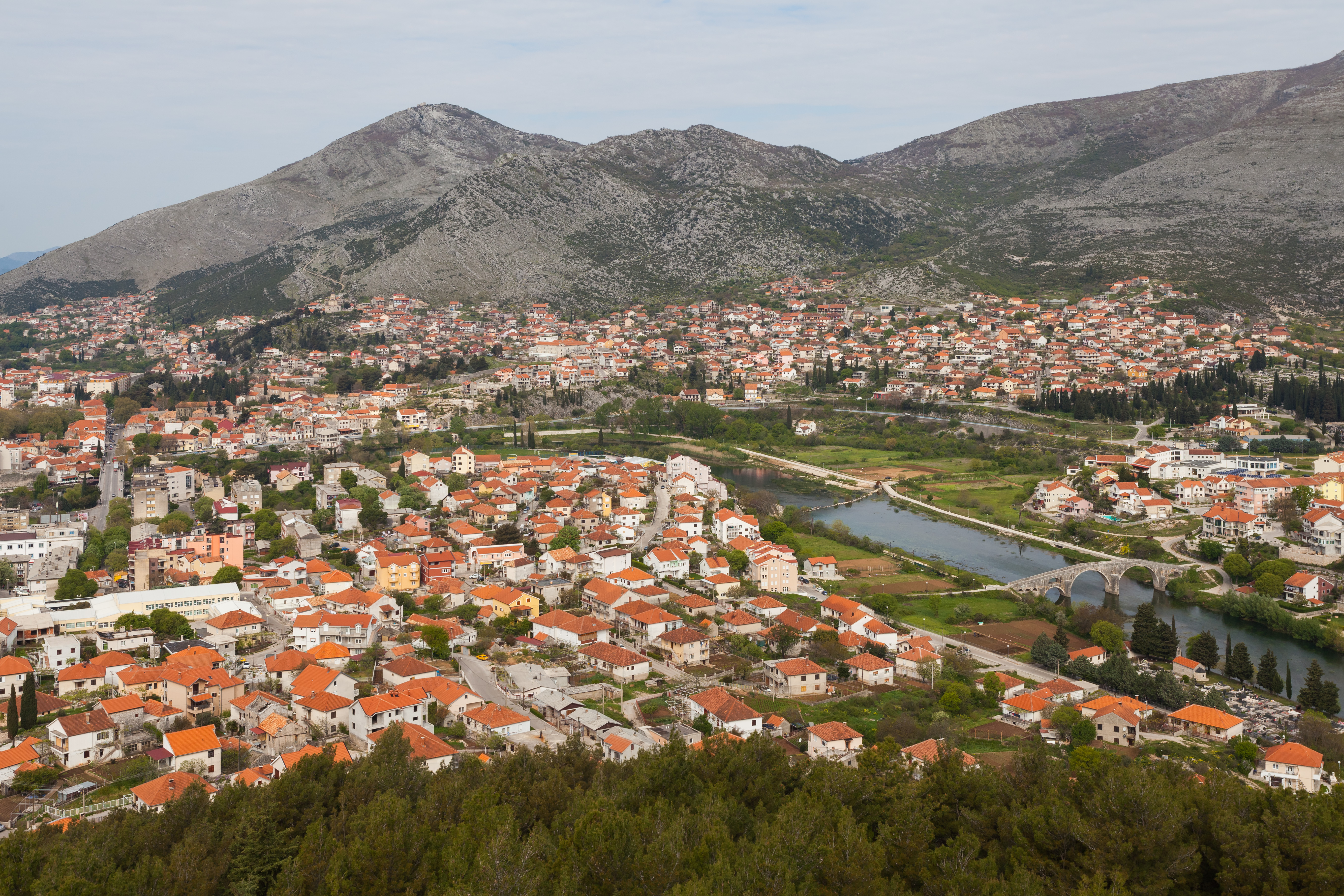
Trebinje

Trebinje (serbisch-kyrillisch Требиње, deutsch früher Trebing) ist eine Stadt im südöstlichen Zipfel von Bosnien und Herzegowina in der Nähe der Grenze zu Montenegro und Kroatien. Sie gehört zur Entität Republika Srpska und liegt in der historischen Region Herzegowina am Fluss Trebišnjica etwa 25 km vom Adriatischen Meer, wodurch sie als Vorposten zur Adria gilt. Sie ist nach Mostar die zweitgrößte Stadt der Region.

## Geographie

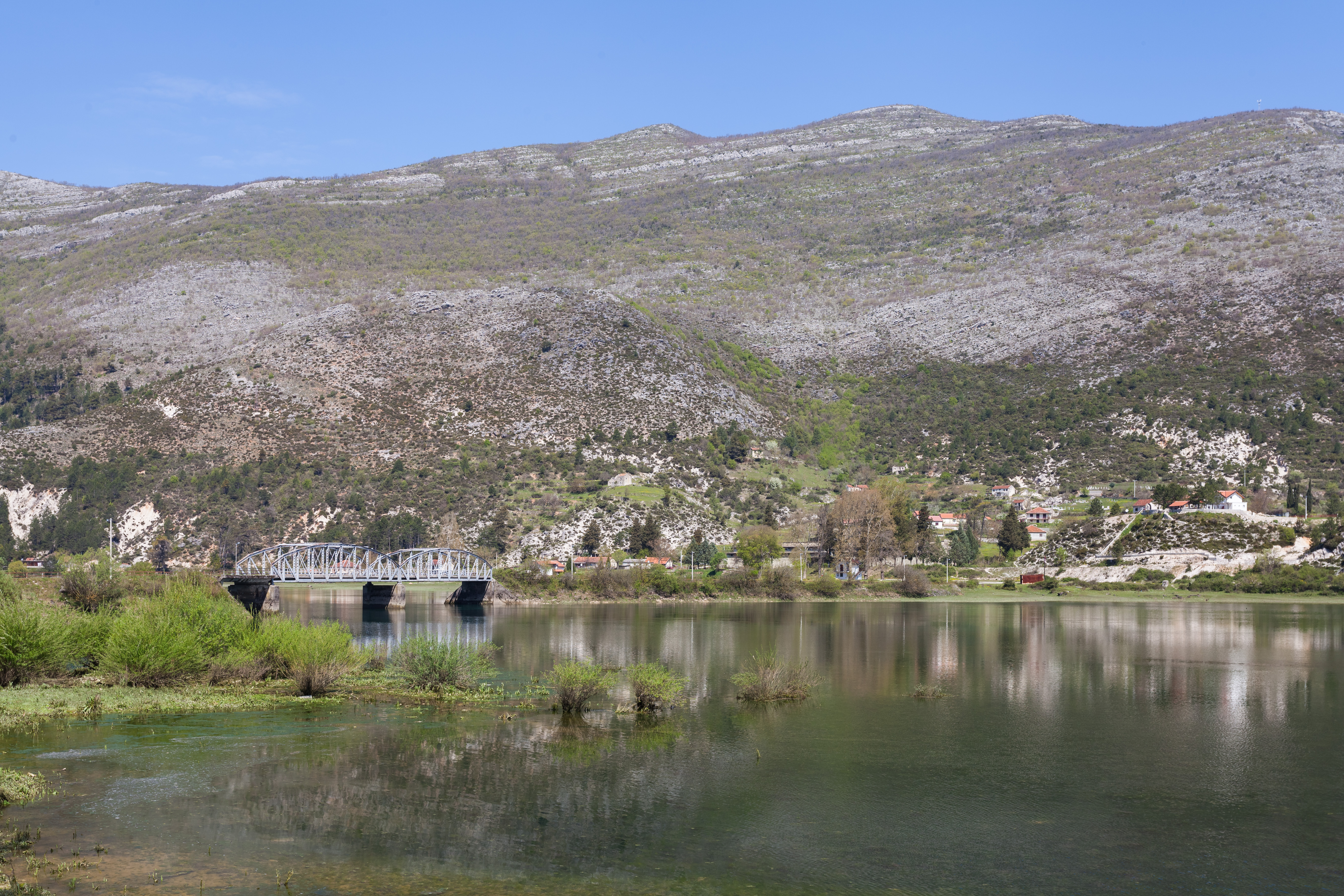
Landschaft in Gornji Orahovac, Dorf in der Gemeinde Trebinje

Die sub-adriatische Stadt liegt in der südöstlichen unteren Herzegowina in der historischen Landschaft Travunja an der Trebišnjica. Vor der in den 1960er Jahren begonnenen karsthydrologischen Regulierung durch das Projekt „Obere Horizonte“ (Gornji horizonti, Stausee von Bileća, Stausee der Trebišnjica, unterirdische Wasserleitung in die Ombla bei Dubrovnik, Regulierung der oberen herzegowinischen Poljen) im bedeutendsten karstydrologischen Knoten der Dinariden, dessen Endpunkt im Popovo polje liegt, das daher auch ehemals bis zu 300 Tage im Jahr überschwemmt war, hat sich die Stadt nur am äußersten und höchstgelegenen südöstlichen Bereich des Poljes entwickeln können. Hier am Ausgang des mit 98 km längsten dinarischen Karstfluss (in seiner Funktion als Ponornica – einem Karstfluss der nach Eintritt in einem Ponor unterirdisch verläuft), aus einem canyonartigen Durchbruchstal durch die Banjani in das Popovo polje, lehnt sich die Stadt an die südlichen Hänge des 1227 m hohen Leotar. Die amtliche Höhe der Stadt wird mit 274 m angegeben. Im Norden reicht das Hochplateau der oberen Herzegowina Banjani an den Ort, zum Popovo Polje verschließt der 400 m hohe Karstkegel Hum, Namensgeber aller geomorphologischen Formen der Hums, gegen das Polje. Die niedere Herzegowina heißt wegen dieser inselartigen Karstkegel, die den Mogoten und Karsttürmen tropischer oder randtropischer Regionen ähnlich sind, „Humine“. Im Südosten überragt das Hochgebirgsplateau der Bijela gora die niedrigeren Hochländer der Banjani. Von der Bijela gora zieht sich im Lastva Tal die wichtigste östliche Querverbindung zwischen der Herzegowina und dem heutigen Südwest-Montenegro (ehemals Alte Herzegowina). Nach Herceg Novi verbindet der tektonische Graben von Grab, einer der auffälligsten neotektonischen Störungslinien der erdbebengefährdeten Region (1666 und 1979 erschütterten Erdbeben der Magnitude IX und X Mercalli die Region).

## Klima
Vergleichswerte für das Klima Trebinjes sind durch den benachbarten Küstenort Dubrovnik in den Tabellen vergleichsweise mit angegeben. Trebinje liegt an einem Ort mit sehr hohen Niederschlagssummen und submediterranem Klima. Wegen der Höhenlage und der benachbarten Hochländer sind die Winter jedoch deutlich kälter als an der Küste. Daher sind für Trebinje schon sommergrüne Pflanzen von Eichenwäldern und sommergrünen Šibljak-Gebüschformationen charakteristisch, auch wenn hier zahlreiche mediterrane Elemente einziehen.
| Station   | Periode   | Höhe [m] | I   | II  | III | IV  | V   | VI | VII | VIII | IX  | X   | XI  | XII | I-XII [mm/m²a] |
| --------- | --------- | -------- | --- | --- | --- | --- | --- | -- | --- | ---- | --- | --- | --- | --- | -------------- |
| Dubrovnik | 1931–1960 | 49       | 147 | 113 | 102 | 92  | 79  | 60 | 24  | 38   | 97  | 156 | 213 | 186 | 1307           |
| Trebinje  | 1931–1960 | 276      | 193 | 190 | 160 | 102 | 119 | 70 | 43  | 76   | 110 | 239 | 247 | 249 | 1762           |

* Mittlere monatliche und jährliche Regenmengen [mm] der Nachbarorte Dubrovnik (Kroatien) und Trebinje (Bosnien)
| Station   | Periode   | Höhe [m] | I   | II  | III  | IV   | V    | VI   | VII  | VIII | IX   | X    | XI   | XII  | I-XII [°C] |
| --------- | --------- | -------- | --- | --- | ---- | ---- | ---- | ---- | ---- | ---- | ---- | ---- | ---- | ---- | ---------- |
| Dubrovnik | 1931–1960 | 49       | 8,6 | 9,3 | 10,6 | 13,9 | 18,1 | 22,0 | 24,6 | 24,5 | 21,5 | 17,4 | 13,5 | 10,4 | 16,2       |
| Trebinje  | 1925–1940 | 274      | 5,2 | 5,5 | 8,0  | 11,8 | 16   | 20,8 | 23,5 | 23,2 | 19,2 | 14,3 | 10,5 | 5,9  | 14,4       |

* Mittlere monatliche und jährliche Temperaturen [°C] der Nachbarorte Dubrovnik (Kroatien) und Trebinje (Bosnien)

## Bevölkerung
Bei der Volkszählung von 1991 lebten in der Gemeinde Trebinje 30.372 Menschen, darunter 21.387 Serben (69,2 %), 5.542 Bosniaken (17,9 %), 1.625 Jugoslawen (5,3 %), 1.226 Kroaten (3,9 %) und 1.099 sonstige Nationalitäten (3,7 %). Durch den Bosnienkrieg hat sich die Bevölkerungsstruktur einerseits durch Vertreibung bosniakischer und kroatischer Einwohner und andererseits durch Aufnahme von serbischen Kriegsflüchtlingen aus anderen Teilen Bosniens stark verändert. Die Gemeinde Trebinje hat jetzt (Stand: 2013) etwa 31.000 Einwohner. Diese sind fast ausschließlich Serben.

## Geschichte

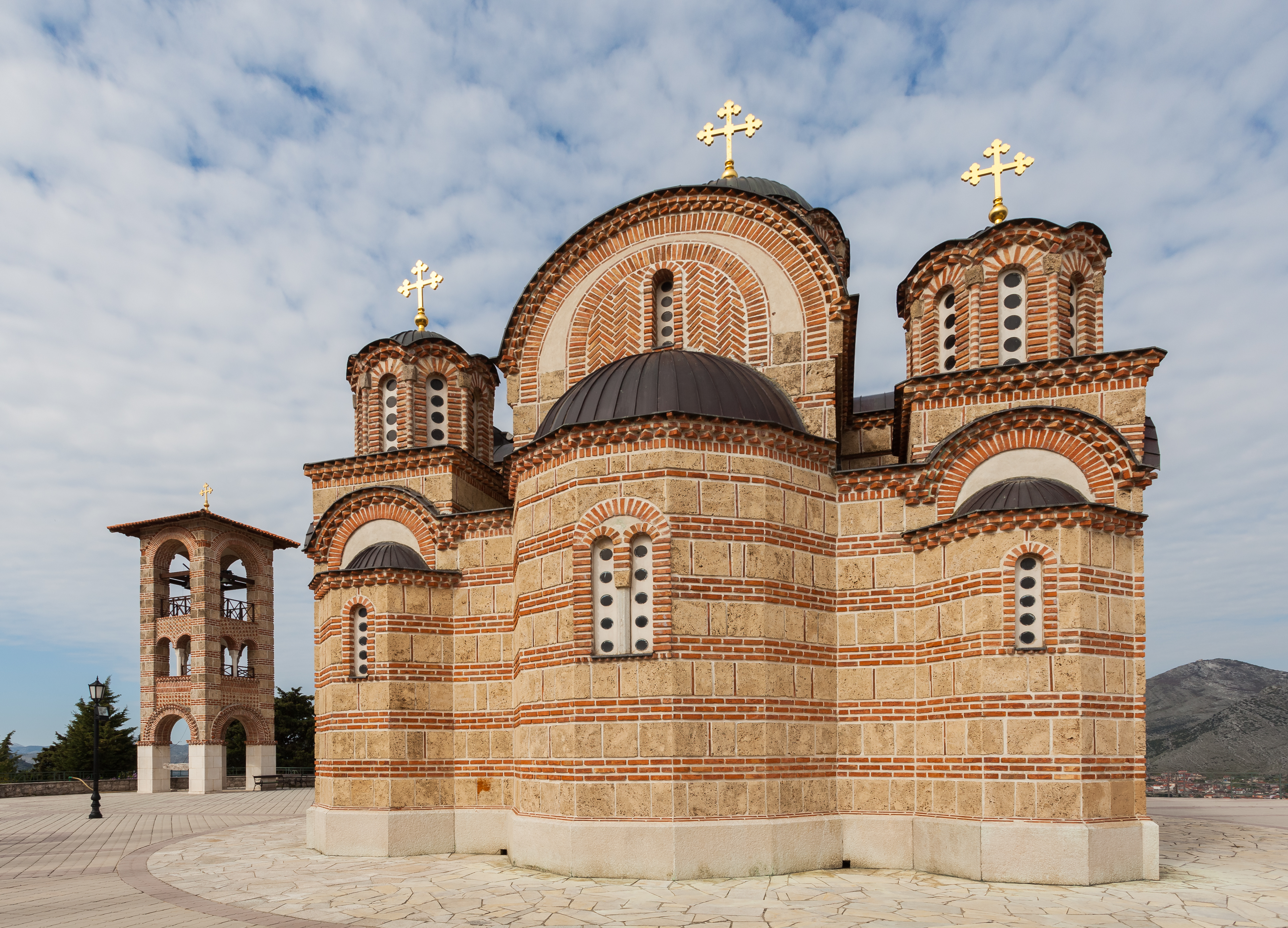
Kirche zur Allerheiligen Gottesmutter (Hercegovačka Gračanica)

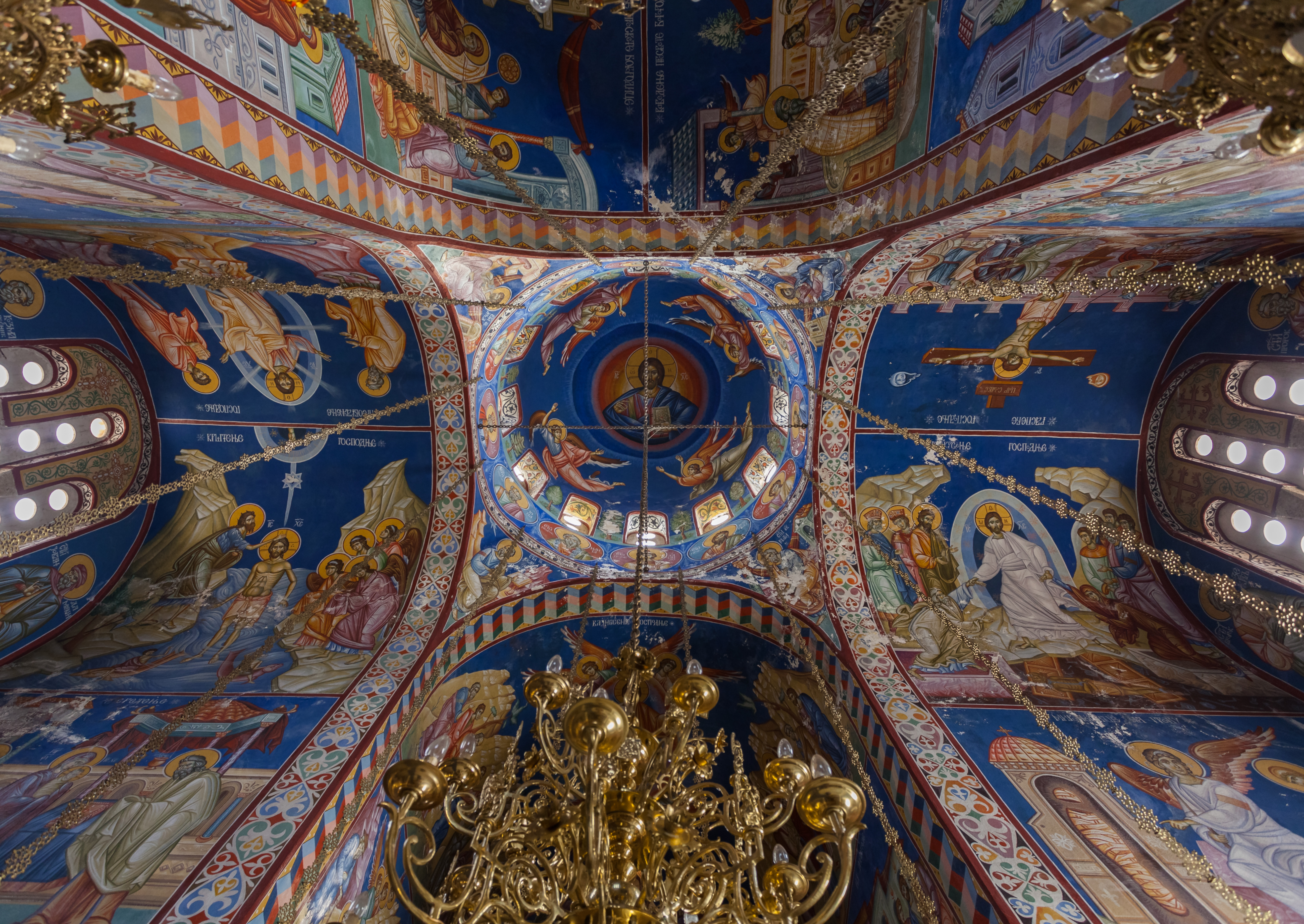
Innenraum der Kirche

Zur Zeit des römischen Reiches lebte im Umland von Trebinje der illyrische Stamm der „Derbani“. Nach den Derbani wurde wahrscheinlich auch die ganze Gegend Tervunia genannt.

### Mittelalter
Im 10. Jahrhundert beschreibt der byzantinische Kaiser und Historiker Konstantin VII. in De Administrando Imperio auch das Gebiet der heutigen Herzegowina. Im Osten der Herzegowina nennt er das Herzogtum „Travunien“, dass auch Teile des heutigen nördlichen Montenegro umfasste, und als Hauptstadt Tervunia, das heutige Trebinje. Das Herzogtum Travunien gehörte seit dem 9. Jahrhundert zu Serbien. Bedeutende serbische Herrscherdynastien stammten aus Travunien, so die Vojisavljević, Begründer der ersten serbischen Königreiches, oder die Mrnjavčević, Mitregenten des letzten serbischen Zaren Stefan Uroš V.
Mit dem Zerfall des serbischen Reiches etablierte sich in Travunien Fürst Nikola Altomanović, der die serbische Zarenkrone für sich beanspruchte. Nikola Altomanović eroberte weite Gebiete im westlichen Zentralserbien, bevor er 1373 durch ein gemeinsames Vorgehen des bosnischen Fürsten und späteren Königs Tvrtko I. und dem serbischen Fürsten Lazar besiegt und sein Territorium zwischen den Siegern aufgeteilt wurde. Travunien mitsamt der Stadt Trebinje fiel an Bosnien. Im 15. Jahrhundert herrschten bis zur Eroberung durch die Osmanen der Woiwode Stefan Vukčić Kosača und seine Nachkommen in der heutigen Herzegowina und nördlichem Montenegro. Stefan Vukčić Kosača gründete seine Hauptstadt in Mostar, doch blieb Trebinje trotzdem ein wichtiger Posten an der Handelstrecke von Dubrovnik in das Landesinnere von Bosnien und Serbien. Aus dieser Zeit stammte auch das serbisch-orthodoxe Kloster Tvrdoš, welches zum Sitz des serbisch-orthodoxen Bischofs für die Herzegowina wurde.
In Trebinje residierte eine Zeit lang der römisch-katholische Bischof von Dubrovnik.

### Neuzeit

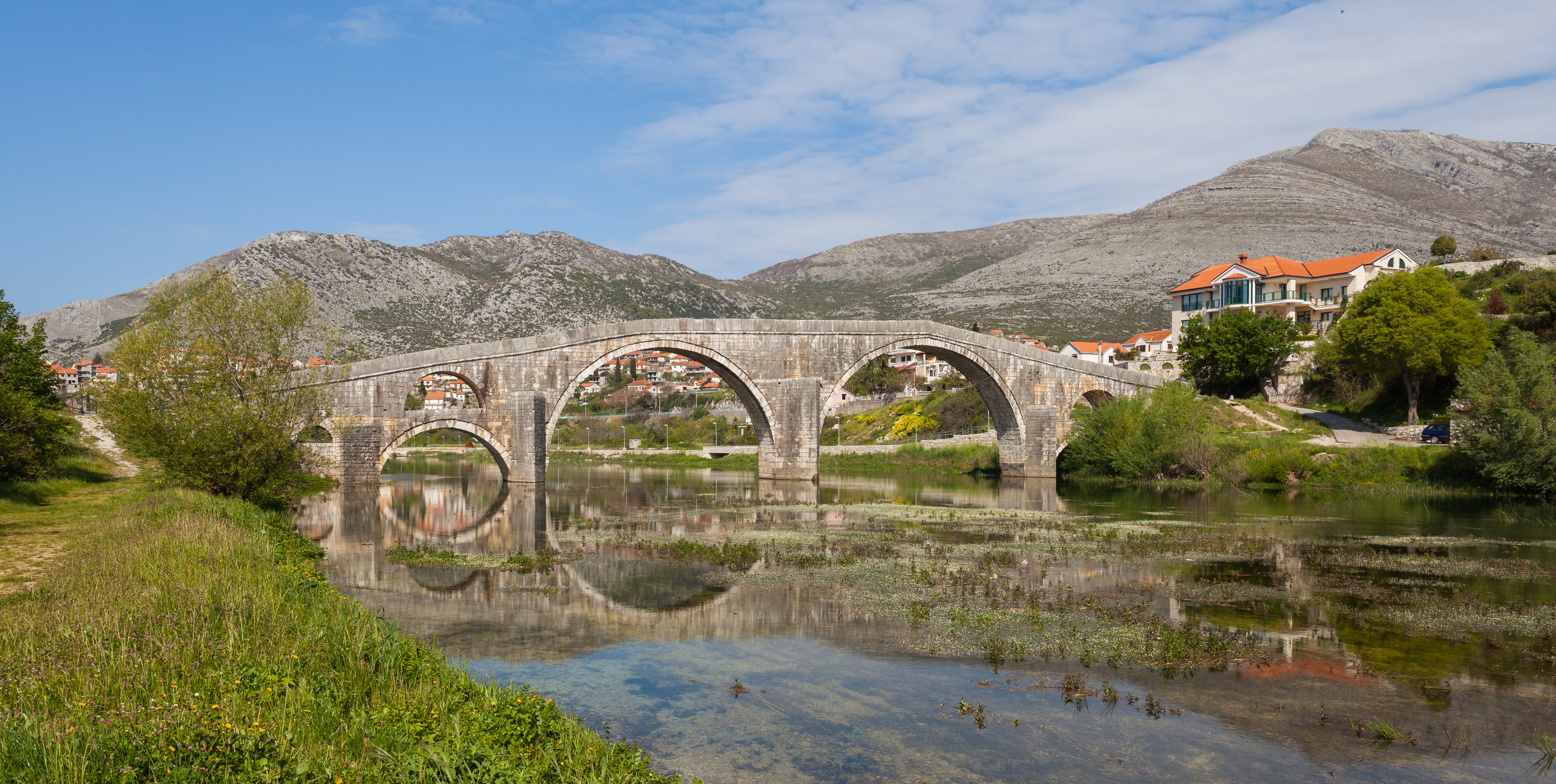
Perović-Brücke (früher Arslanagić-Brücke)

Von 1470 bis 1878 herrschten die Osmanen über Trebinje. Die Stadt gehörte zum Sandschak Herzegowina (türk. Hersek) mit der Hauptstadt Mostar innerhalb des Paschaluks Bosnien. Die Osmanen sowie die zum Islam übergetretene heimische Familie der Resulbegović (vormals Burović) haben das Bild der Altstadt von Trebinje am stärksten geprägt. Aus dieser Zeit stammt eine Moschee und die 80 m lange weiße Brücke über die Trebišnjica aus dem 16. Jahrhundert, ein Jahrhundert später in Arslanagić-Brücke umbenannt.
1878, nach den russisch-türkischen und serbisch-türkischen Kriegen 1876–1878, kam Bosnien-Herzegowina unter die Verwaltung Österreich-Ungarns, das 1908 offiziell annektiert wurde.
Nach dem Ende des Ersten Weltkrieges wurde Bosnien-Herzegowina und mit ihr Trebinje 1918 Teil des Königreich Jugoslawiens. 1917 wurde in Sarajevo am Tatort des Attentats ein Denkmal für Franz Ferdinand und Sophie errichtet, welches jedoch gleich nach dem Ersten Weltkrieg in einem Museum verschwand. Heute befindet sich ein Teil des Denkmals in Trebinje, der andere Teil in Sarajevo.

### Zweiter Weltkrieg
Während des Zweiten Weltkrieges war Trebinje zwischen 1941 und 1945 Teil des faschistischen Unabhängigen Staats Kroatien. Im Mai 1941 fielen rechtsextreme Ustascha-Milizen in die Stadt ein, zerstörten zwei serbische Denkmäler und entfernten kyrillische Aufschriften von Amtsgebäuden. Am 31. Mai fielen einem Massaker in der Nähe von Trebinje zwischen 120 und 270 serbische Männer zum Opfer. Am 1. Juni folgte in Trebinje die Ermordung von neun Männern. Im selben Monat wurden in der Region zahlreiche weitere Zivilisten von den Ustascha in die nahe gelegene Karst-Region verschleppt und ermordet, beispielsweise bis zu 133 Gefangene im außerhalb von Gacko gelegenen serbischen Dorf Korita.

### Bosnienkrieg

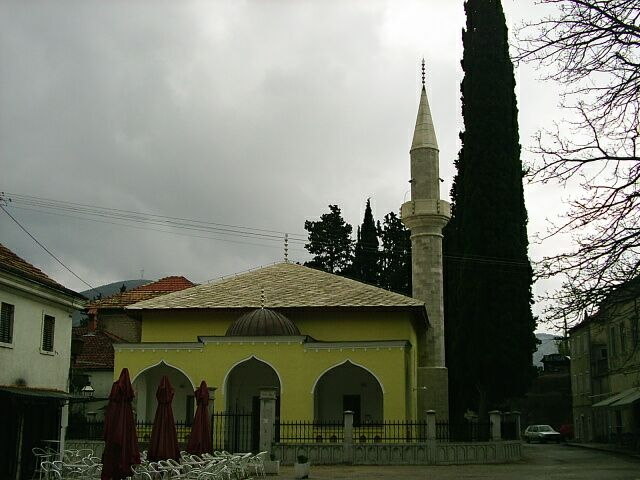
Im Bosnienkrieg zerstörte und bis 2005 wieder aufgebaute Osman-pašina-Moschee

Der Zerfall Jugoslawiens 1991/1992 erreichte auch Bosnien-Herzegowina, wo es zu einem Krieg zwischen Bosniaken, Kroaten und Serben kam. Dieser führte zu einer faktischen Teilung der Herzegowina in einen kroatisch und einen serbisch dominierten Teil. Trebinje selbst wurde 1991 de facto Hauptstadt des serbischen Teiles der Herzegowina, der proklamierten Srpska autonomna oblast (SAO) Hercegovina (Serbisches Autonomes Gebiet Herzegowina), auch SAO Istočna Hercegovina (Serbisches Autonomes Gebiet Ost-Herzegowina). Dieses Gebiet wurde im Januar 1992 in die Republika Srpska integriert.
Im Oktober 1991 hatten JNA-Einheiten in Trebinje eine Plünderungskampagne gegen dort lebende Kroaten und Bosniaken gestartet. Im Mai 1992 waren Serben aus Mostar nach Trebinje geflohen.
Anfang August eroberten Kroatische Verteidigungskräfte (HOS) unter ihrem Führer Blaž Kraljević das Gebiet südlich der Stadt und standen kurz davor diese einzunehmen, was zu einer Massenflucht der serbischen Bevölkerung nach Nikšić führte. Wenige Tage später, nachdem Kraljević ermordet worden war, zogen sich die kroatischen Truppen wieder zurück. Als Hintergrund wird eine Absprache zwischen der kroatischen und serbischen Führung über die Aufteilung der Herzegowina vermutet. Mehrere Tausend Bosniaken und in geringerer Zahl Kroaten flohen aus der Stadt oder wurden vertrieben. Zehn Moscheen wurden zerstört. Im Gegenzug siedelten sich weitere serbische Vertriebene bzw. Flüchtlinge aus anderen Teilen des Landes in Trebinje an.
Nach dem Krieg wurde der Wiederaufbau der Osman-pašina-Moschee 2001 durch serbische Proteste zunächst verhindert. Die Resulbegović-Moschee konnte hingegen rekonstruiert werden. 2005 wurde auch die Osman-pašina-Moschee wieder eröffnet.
Angelehnt an Ereignisse in Trebinje während des Krieges wurde der Film Circles (Originaltitel: Krugovi) produziert.

## Sehenswürdigkeiten
- Das serbisch-orthodoxe Kloster Tvrdoš (15. Jahrhundert)
- Die Perović-Brücke (früher Arslanagić-Brücke) (16. Jahrhundert)
- Das serbisch-orthodoxe Kloster Hercegovačka Gračanica mit markanter Gottesmutterkirche, eine Stiftung von Jovan Dučić
- Der Uhrturm (Sahat Kula) am Ufer der Trebišnjica
- Die rekonstruierte Resulbegović-Moschee
- Das Museum der Herzegowina in Trebinje

## Söhne und Töchter der Stadt
- Alojzije Mišić (1859–1942), Bischof des römisch-katholischen Bistums Mostar-Duvno
- Jovan Dučić (1871–1943), Schriftsteller
- Otto Günther (1884–1970), österreichischer Diplomat
- Hristina Obradović (* 1931), Äbtissin des Klosters Ljubostinja
- Muradif Ćerimagić (* 1949), Maler
- Vladimir Gudelj (* 1966), Fußballspieler
- Nebojša Gudelj (* 1968), Fußballspieler
- Nebojša Glogovac (* 1969), Schauspieler
- Nataša Ninković (* 1972), Schauspielerin
- Vladimir Radmanović (* 1980), Basketballspieler
- Asmir Begović (* 1987), Fußballspieler
- Milena Nikolić (* 1992), Fußballspielerin
- Mijat Gaćinović (* 1995), Fußballspieler
- Tijana Bošković (* 1997), Volleyballspielerin
- Aleksandra Samardžić (* 1997), Judoka